# ليونيل بوث
ليونيل بوث (بالإنجليزية: Lionel Booth)‏ هو سياسي أيرلندي، ولد في 12 يونيو 1914، وتوفي في 31 مايو 1997. نشط حزبياً في فيانا فايل. في الانتخابات العمومية الإيرلندية 1957 ‏، انتخب نائب دييل عن دائرة Dún Laoghaire and Rathdown (Dáil constituency) ‏ وقد انضم خلال فترته النيابية ‏ (20 مارس 1957 – 1 سبتمبر 1961) للكتلة البرلمانية فيانا فايل وفي الانتخابات العمومية الإيرلندية 1961 ‏، انتخب نائب دييل عن دائرة Dún Laoghaire and Rathdown (Dáil constituency) ‏ وقد انضم خلال فترته النيابية ‏ (11 أكتوبر 1961 – 11 مارس 1965) للكتلة البرلمانية فيانا فايل وفي الانتخابات العمومية الإيرلندية 1965 ‏، انتخب نائب دييل عن دائرة Dún Laoghaire and Rathdown (Dáil constituency) ‏ وقد انضم خلال فترته النيابية ‏ (21 أبريل 1965 – 21 مايو 1969) للكتلة البرلمانية فيانا فايل.